# Emma Unson Rotor
Emma Unson Rotor (* 18. Mai 1913 auf den Philippinen; † 6. September 1998) war eine philippinische Mathematikerin und Physikerin. Sie war an der Entwicklung von Waffentechnologie für den Zweiten Weltkrieg beteiligt.

## Leben und Werk
Rotor war die Tochter des ehemaligen philippinischen Finanzministers. Sie erwarb 1937 an der University of Santo Tomas auf den Philippinen einen Bachelor-Abschluss in Mathematik und einen Master-Abschluss in Physik. Sie unterrichtete einige Jahre lang Mathematik und beschloss dann, ihr Physikstudium an der Johns Hopkins University fortzusetzen.
Sie kam im Oktober 1941 im Alter von 28 Jahren zum ersten Mal in die Vereinigten Staaten, wenige Monate nachdem ihr Ehemann Arturo Rotor nach Baltimore gezogen war, um sein Medizinstudium an der Johns Hopkins University zu beginnen. Sie hatte geplant, dort während ihrer Beurlaubung von der University of Santo Tomas in Manila, wo sie als Mathematikdozentin tätig war, zu studieren. Da die Kaiserlich Japanische Armee auf die Philippinen einmarschierte und diese besetzte, hatte sie keinen Zugang zu ihrem Stipendium der philippinischen Regierung, um an der Johns Hopkins University zu studieren. Sie arbeitete kurzzeitig als Stenografin in der Enoch Pratt Free Library in Baltimore und trat dann in die Ordnance Development Division des National Bureau of Standards (NBS) ein.

## Entwicklung des Annäherungszünders
Im Januar 1944 begann Rotor offiziell für die Division zu arbeiten. Sie wurde als Physikerin in einem Kriegsdienstverhältnis eingestellt und sollte experimentelle Untersuchungen im Zusammenhang mit der Entwicklung neuer Waffen unterstützen, darunter Entwurf, Konstruktion und Prüfung mechanischer, elektrischer und Funkgeräte, wie aus ihrem Einstellungsschreiben hervorgeht. Als Physikerin sollte sie experimentelle Untersuchungen im Zusammenhang mit der Entwicklung des Annäherungszünders unterstützen.
Ein Annäherungszünder ist eine miniaturisierte Funksende- und -empfangsstation, die man an einer Bombe anbrachte. Sobald die Bombe abgeworfen wurde, sendet das Funkgerät Funksignale aus. Trifft dieses Signal auf ein festes Objekt in der Nähe, etwa ein vorbeifliegendes Flugzeug, wird das Funksignal zu einem Teil zum Funkempfänger zurück reflektiert und löst den Zünder der Bombe aus.
Nachdem Rotor und ihr Team ihre Forschung abgeschlossen und das Design perfektioniert hatten, begann man in den gesamten USA mit der Produktion von Annäherungszündern in großem Maßstab. Während des Krieges wurden acht bis zwanzig Millionen Stück produziert, wobei 25 Prozent der Kapazität der US-Elektronikindustrie für die Herstellung dieser Teile eingesetzt, und 75 Prozent der Kunststoffunternehmen in den USA waren dafür zuständig waren.
Während ihrer Zeit bei NBS, die 1947 endete, verfasste Rotor mehrere wissenschaftliche Artikel oder war Mitautorin dieser zusammen mit Kollegen, darunter der Physikprofessor Albert G. Hoyem, der später leitender Beamter der Naval Ordnance Test Station am China Lake in Kalifornien wurde. Ihre Arbeiten über Air travel required for release of arming cover und Measurement of dynamic propeller unbalance werden in einem zusammenfassenden Bericht von 1946 über die Arbeit der Ordnance Development Division am Annäherungszünder mit dem Titel Radio Proximity Fuzes for Fin-Stabilized Missiles zitiert.
Evaluation of the toss technique, das sie zusammen mit Hoyem verfasste, berichtet über die Ergebnisse von Tests zur Kartierung von Bombenflugbahnen. Der Aufsatz erschien in einem Sammelband wissenschaftlicher Artikel zum Thema Bomb, Rocket, and Torpedo Tossing, der 1946 veröffentlicht wurde und in dem sie nicht nur für die oben genannten Beiträge, sondern auch für ihre sorgfältige Überwachung der Überprüfung und Zusammenstellung des endgültigen Manuskripts gewürdigt wird.
Nach dem Zweiten Weltkrieg und dem Ende der japanischen Besatzung auf den Philippinen kehrten sie und ihr Ehemann auf die Philippinen zurück. Sie unterrichtete bis in die 1980er Jahre Mathematik am Assumption College, einer Privatschule in Makati.
Rotor hat nie über ihre Arbeit in der Entwicklungsabteilung gesprochen, da sie ein Dokument über die Vertraulichkeit ihrer Arbeit unterzeichnen musste.